# Cinema Maldà
El Cine Maldà es una sala de exhibición cinematográfica con una sola pantalla y 206 asientos. Se encuentra ubicada en la calle del Pi, n.º 5 de Barcelona y fue inaugurada el 1945 en el interior del que había sido el Palacio del Baró de Maldà, compartiendo el espacio con las Galerías Maldà y el teatro conocido como El Maldà.

## Historia
El año 2006, durante la reforma del cine, se encontraron detrás la pantalla los restos de la única capilla construida en la ciudad durante la Guerra Civil Española. El cine, que había cerrado el 2003 por motivos de seguridad, reabrió el 6 de marzo de 2007 una vez remodelado por Shankar Kishnani, un empresario indio propietario de varios hoteles en Barcelona. Se dedicó a ofrecer de manera estable tan solo proyecciones Bollywood y cine asiático en versión original subtitulada. El cine volvió a cerrar en 2009 debido a un mal planteamiento tanto comercial como artístico.
El 2010 el cine pasó a manos de Xavier Escrivà y Natàlia Regàs, dedicándolo a reestrenos y versión original en 35 milímetros, ofreciendo varias películas al día pagando una sola entrada. El año 2013 el cine acogió el Festival de Cine y Derechos Humanos, junto con los Cines Girona de Barcelona, proyectando entre los dos un total de 112 películas de animación, de ficción y documentales seleccionados entre 5000 trabajos recibidos.
El último trimestre de 2014 fue duro debido a una media de espectadores muy baja. Con los escasos ingresos, los propietarios Xavier y Natàlia no podían cubrir los gastos del alquiler ni los sueldos; es por eso que iniciaron una campaña de rescate para salvar el cine y su emblemática sala, haciendo un llamamiento a los espectadores, pidiendo más asistencia. Hicieron varias propuestas, entre ellas: proyecciones para colegios, para casales de gente mayor, sesiones sorpresa donde el espectador pagaba lo que consideraba oportuno una vez acabada la película, sorteos de carteles... Al fin y al cabo, el objetivo de la campaña era la supervivencia básica: poder pagar a las distribuidoras, los salarios, el alquiler, el seguro, mantenimiento, facturas...
El año 2018 el cine también estuvo en peligro debido a las obras y construcción de un hostal de alquiler justo en el piso de encima del cine. Los 5 meses que duraron las obras supusieron una pérdida del 70 % de la recaudación en taquilla respeto el año anterior, lo cual puso en peligro la sala. Para garantizar la continuidad, el Maldà organizó "patrones prémium" que, si se hacía una paga de 100€ al año, se podía ir al cine veces ilimitadas.
El 16 de marzo de 2019 el cine sufrió un robo; la taquilla fue destrozada y los ladrones se llevaron todo el dinero de la caja fuerte. El cineasta Juan Antonio Bayona, conmocionado por la noticia, quiso contribuir a la recaudación y recuperación económica del cine organizando una sesión benéfica proyectando su film Jurassic World: El reino caído, participando, además, en un coloquio con los asistentes y asistentas a la proyección. La proyección de la película se hizo el 31 de marzo de 2019 y la recaudación del dinero de las entradas de la proyección se destinó a la recuperación del cine por dlas pérdidas originadas por el robo.